# (100783) 1998 FZ57
(100782) 1998 FC57 es un asteroide perteneciente al cinturón de asteroides descubierto el 20 de marzo de 1998 por el equipo del Lincoln Near-Earth Asteroid Research desde el Laboratorio Lincoln, Socorro, Nuevo México, Estados Unidos.

## Designación y nombre
Designado provisionalmente como 1998 FC57.

## Características orbitales
1998 FC57 está situado a una distancia media del Sol de 2,265 ua, pudiendo alejarse hasta 2,697 ua y acercarse hasta 1,832 ua. Su excentricidad es 0,190 y la inclinación orbital 8,027 grados. Emplea 1245,32 días en completar una órbita alrededor del Sol.

## Características físicas
La magnitud absoluta de 1998 FC57 es 16. 